# Геолошки локалитет Гргетег
Геолошки локалитет Гргетег се налази на Фрушкој гори недалеко од капије манастира Гргетег, уз Калин поток.
Локалитет је геолошко-палеонтолошко налазиште, једно је од ретких места у Панонској низији где је таложење седимената вршено у континуитету. Ово скромно налазиште крије богате седименте фосилних остатака мекушаца из доба Доњег Плиоцена (1,8 милиона година п. н. е.), као и ранијих периода.
Неки од фосила мекушаца су пронађени први пут на овом месту, што је Гргетег ставило на мапу светских палеонтолошко-геолошких налазишта. Пронађене су слатководне наслаге барског пужа Вивипарус, шкољке и остракоди из каспибракичних вода и друго.